# Hans von Obstfelder
Hans von Obstfelder (6 de setembro de 1886 — 20 de dezembro de 1976) foi um general-de-infantaria alemão da Segunda Guerra Mundial.

## Honrarias
- Cruz bávara de mérito militar
- Cruz de ferro de 2ª e 1ª classe
- Cruz germânica em ouro (21 de abril de 1943)
- Distintivo de ferido em ação
- Cruz de cavaleiro da cruz de ferro com folhas de carvalho e espadas
  - Cruz de cavaleiro (27 de julho de 1941)[1]
  - Folhas de carvalho (7 de junho de 1943)[1]
  - Espadas (5 de novembro de 1944)[1]

## Comandos

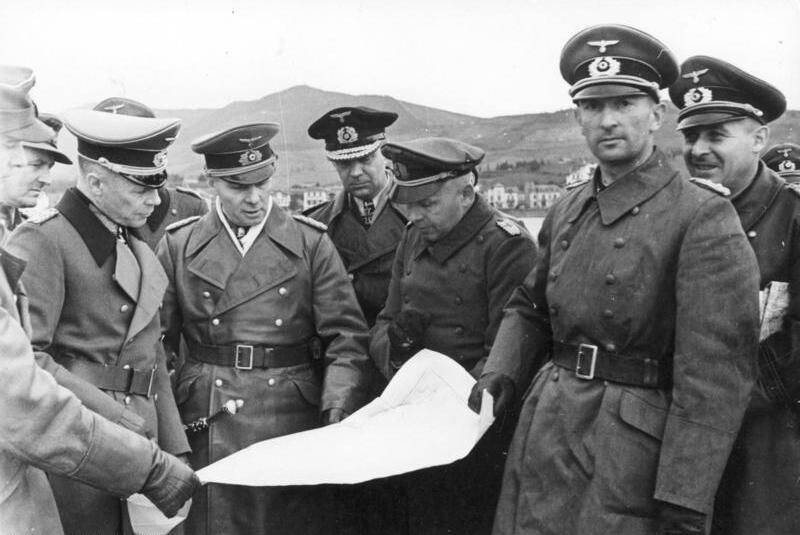
Obstfelder com Erwin Rommel